# مومياء مانشستر

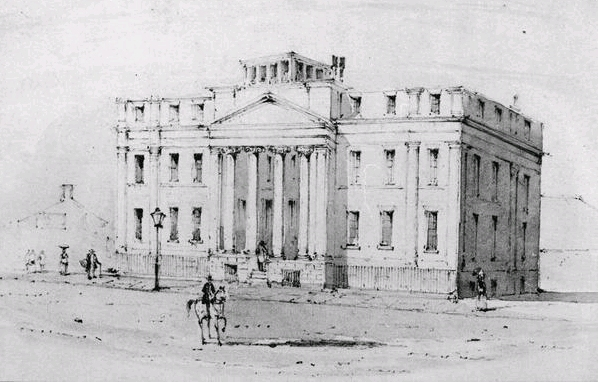
متحف مانشستر للتاريخ الطبيعي 1850 الذي عرضت فيه جثة بيزويك المحنطة

مومياء مانشستر أو  مومياء هانا بيزويك (1688م- فبراير 1758م) كانت هانا بيزويك سيدة من مدينة بيرتشن باور في هولنوود [الإنجليزية] أولدهام بإنجلترا، ثرية وتعاني خوفًا مرضيًا من أن تدفن حية. حُنِّط جسدها بعد وفاتها في عام 1758م ولم يُدفَن بل أُبقِيَ على سطح الأرض، ليفحص دوريًا بحثًا عن علامات الحياة.
لم تذكر الطريقة المتبعة في عملية التحنيط، ولكن يعتقد أن دَمَها قد بُدّل بخليطٍ من زيت التربنتين وزيت الزنجفر. وبعد ذلك حُفِظَ جسدها في صندوق ساعةٍ قديمةٍ ووضع في منزل طبيب عائلة بيزويك الدكتور تشارلز وايت. إن حالة يبزويك الغريبة جعلتها إحدى المشاهير المحليين كما جعلتها مزارًا يسمح بزيارته للعامة في منزل الطبيب وايت.
نُقل جسد بيزويك المُحَنّط بعد ذلك إلى متحف مانشستر للتاريخ الطبيعي؛ حيث يُعرض وقد لُقِّب باسم مومياء مانشستر أو مومياء بيرتشن باور. ولقد تقرر نقل محتويات المتحف إلى جامعة مانشستر بعد موافقة أسقف المدينة. وأخيرًا، في 22 يوليو 1868، أي بعد مرورِ ما يزيد عن 110 عاماً من تاريخ وفاتها، دُفننت بيزويك. ولم توضع أيُة علاماتٍ على قبرها.

## الخلفية

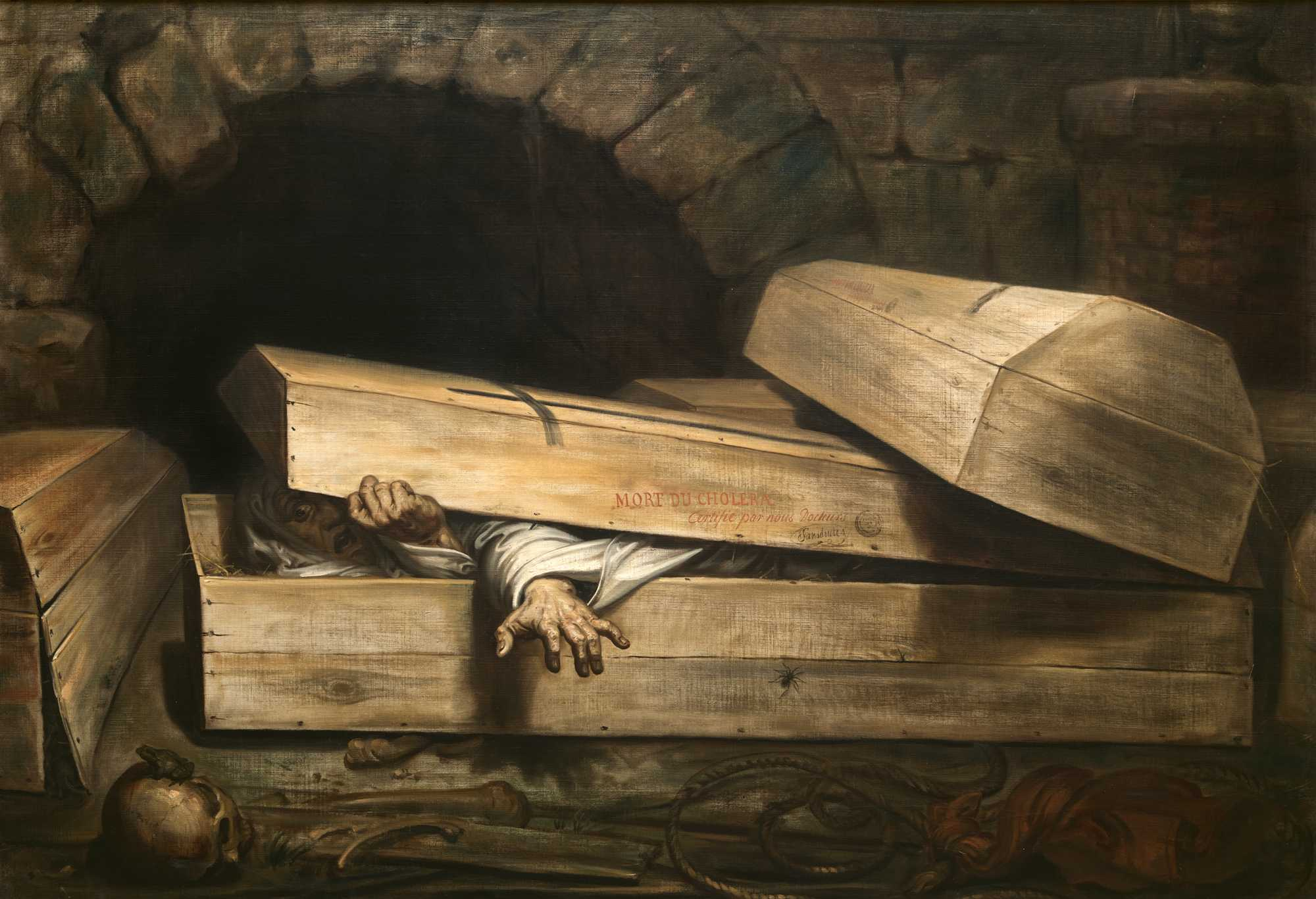
أنطوان ويرتز L'Inhumation précipitée (الدفن عند الحياة), 1854

شهد منتصف القرن الثامن عشر انتشارًا للخوف فيما بين الناسِ خشية أن يدفنوا أحياءً عن طريق الخطأ، وأثير جدل ٌ حول عدم التأكد من علامات الموت. وطرح العديد من الاقتراحات التي تفيد بإجراء اختبارٍ للحياة قبل عملية الدفن، وذلك بداية من صب الخل والفلفل في فم الجثة، وانتهاءً بوضع نبات الكينوفيا عند القدمين أو حتى في المستقيم.‏ وقد زعم الطبيب جي. سي. أوسلي في عام 1895 أن قرابة 2700 شخصاً قد دفنوا أحياءً كل عام في إنجلترا وويلز، وقد زعم آخرون أن العدد يناهز 800 شخص.
ولدت هانا بيزويك في عام 1688م، وورثت عن أبيها جون بيزويك من مدينة فيلزورث ثروةً هائلة. وبينما كان غطاء تابوت أحد أشقاء هانا ويدعى جون على وشك أن يُوضع على التابوت، ظهرت علامات الحياة على جثمان الأخ؛ وكان ذلك قبيل بضع سنوات من وفاتها. لاحظ أحد الحاضرين بالجنازة أن جفون جون لا تزال تتحرك، وبعد فحصه أكد طبيب العائلة الدكتور تشارلز وايت أن جون لا يزال حيًا. واستعاد جون وعيه بعد بضعة أيامٍ وعاش بعد ذلك لسنوات عدة.
ويقول جيسي دوبسون، موظف الأرشيف في متحف كلية الجراحين الملكية بإنجلترا إن هناك على ما يبدو العديد من «المغالطات والتناقضات» في الحسابات في الأحداث التي تلت وفاة بيزويك عام 1758م؛ حيث يدًّعي الكثيرون أنها قد تركت 25 ألف جنيه استرليني (أي ما يعادل 3 ملايين جنيه استرليني بحسابات عام 2013م) للدكتور وايت ذلك الطبيب الرائد في طب التوليد وأحد مؤسسي المصحة الملكية في مانشستر شريطة ألا يدفن جسدها ويبحث دوريًا عن أية علامة تدل على أنها لا تزال حية. وقد نصت وصية بيزويك المكتوبة في 25 من يوليو /تموز عام 1757م (أي قبل عام من وفاتها) على أن يحصل وايت على 100 جنيه إسترليني (ما يعادل 11 ألف جنيه إسترليني بحسابات عام 2013م) وتُخصص لنفقات الجنازة. وقد ورد في بعض التقارير أن الدكتور وايت كان من حقه أخذ ما تبقى من نفقات الجنازة، والذي يُقدر بمبلغ 400 جنيه إسترليني (ما يعادل 45 ألف جنيه استرليني بحسابات عام 2013م). عملاً بما جاء في وصية يبزويك. وبما أن جسد بيزويك قد حُنٍّطَ، فقد احتفظ وايت بالمبلغ كله. وعلى العكس من ذلك يقال أن الدكتور وايت كان مدينًا لبيزويك بقدرٍ كبير من المال ويُستَحق دفع هذا الدين بعد الجنازة؛ إلا أن الدين قد سقط بسبب عملية التحنيط. بيد أن وصية بيزويك كانت قد وكلت ماري جريم وإيستير روبنسون بتنفيذ وصيتها وليس وايت. وفي عام 1866م أي بعد مرور أكثر من 100 عام على وفاتها ما زالت تفاصيل وصية بيزويك محل خلاف.

## التحنيط

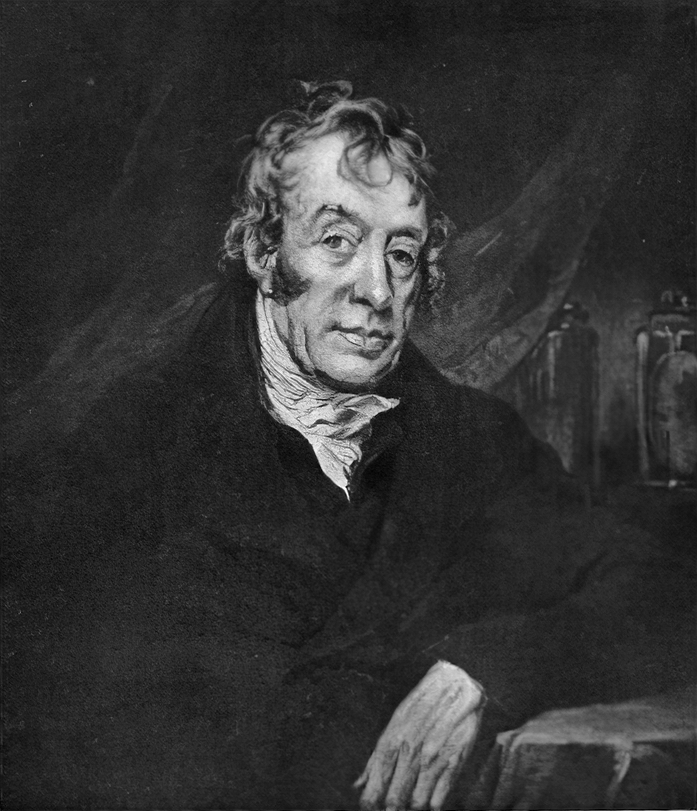
تشارلز وايت

لم ترد في وصية يبزويك 1757 أية دلالة على رغبتها في أن يُحنط جسدها. ويُزعَم أن الدكتور وايت قد طُلِب منه ألا يدفن جثة بيزوك إلا بعد التأكد من وفاتها، ولكنه لم يستطع صد إغراء ضم المومياء لمَعارِضه «وت آند دراي»، وهكذا قرر تحنيطها. 

لقد طور الدكتور وايت جزءًا خاصاً في علم التشريح وذلك أثناء دراسته للطب في لندن. وكان قائماً على تكوين مجموعته «كيوريوزتس». وبعد وفاته قد تضمنت هذه المجموعة هيكل توماس هيغينز - قاطع طرق وسارق غنم والذي قد شُنق لارتكابه عملية سطو - كما تضمنت المجموعة جثة هانا يبزويك.
إنَّ الطريقة التي اتبعها الدكتور وايت في عملية التحنيط غير معروفة، غير أنه في عام 1748م قد تتلمذ وايت على يد طبيب التشريح ويليام هانتر الذي قام بتطوير نظام قديم في تحنيط الشرايين، ولهذا يُعتقد أن الدكتور وايت قد اتبع نفس النهج. كانت وريد وشريان تحقن بمزيج من التربنتين والزنجفر. وذلك بعد أن تُستخرج الأعضاء من الصدر والبطن، وتوضع في الماء لتنظيفها. وبعد ذلك يُخًّلصُ الجسدُ من أكبر قدر من الدماء، ويُغسل الجسم بأكمله بالكحول. وكانت المرحلة التالية هي عملية إعادة الأعضاء والحقن مرة أخرى بالتربنتين والزنجفر. وقبل أن يغلق الجسم ويُخًّيَطُ، كانت فراغات الجسم تُملأ بمزيج من مادة الكافور ومادة نترات البوتاسيوم ومادة الرتنج. وقد استخدمت مادة الكافور أيضًا في سد جميع فتحات الجسم. ويغسل الجسد مرة أخيرة، وبعدها يوضع الجسم في صندوق يحتوي على الجص الباريسي أو القصارة لامتصاص الرطوبة، وعلى الأرجح يغطى الجسد بالقطران للحفاظ عليه.

## العرض
في أول الأمر، احتفظت جثة بيزويك المحنطة في قاعة آنكوتس، والتي كانت منزلَ أحد عائلة بيزويك. ولكن الجثة نقلت مؤخرًا إلى غرفة في منزل الدكتور وايت في مدينة سيل وحفظت في صندوق ساعة قديم. إن وصية يبزويك الغريبة قد جعلتها واحدة من المشاهير؛ فقد كان الكاتب توماس دي كوينسي ممن ذهبوا لرؤية جثتها في منزل الدكتور وايت. وعقب وفاة الدكتور وايت عام 1813, أوكل أمر الجثة إلى الدكتور أولييه. وبعد وفاته عام 1828, أعطيت الجثة متحف مانشستر للتاريخ الطبيعي، حيث اشتهرت الجثة باسم «بمومياء مانشستر أو مومياء بيركن باور». وقد عـُرضت جثتها في مدخل المتحف بجانب مومياء بيرو وبجانب مومياء مصرية. وقد كان لأقاربها حق الدخول لزيارتها مجانًا وقتما شاءوا. وقد وصفها أحد الزوار في عام 1844 قائلًا: «إنها واحدة من أبرز الأشياء في المتحف». وبالنسبة للكاتبة إديث سيتويل فإن: «ظلال المومياء الباردة والمظلمة تخيم على مدينة مانسشتر في القرن الثامن عشر». 
لا تتوفر أية صورٍ لهانا بيزويك. وفي واحدٍ من التقارير المعاصرة القليلة المكتوبة عنها، كتب المؤرخ المحلي فيليب وينتورث قائلًا:
«لقد كان الجسد محفوظًا بطريقة جيدة ولكن الوجه كان ذابلًا وأسود اللون. الأرجل والسيقان غلفهما بإحكام قماش قوي كالذي يستخدم ضد قراد السرير (نوع قوي من أغطية المراتب). ووضع جسدها، الذي يدل على أنها كانت سيدة عجوز نحيفة، في صندوق زجاجي يشبه التابوت.»
قد تُقُرر أن بيزويك " قد تُوفيت بشكل تام دونما ريب خلال مدة وجيزة من عملية نقل الجثة من المتحف إلى جامعة مانشستر عام 1867, ويتوجب دفنها. وبداية من عام 1837 وقانون المملكة المتحدة يستوجب استخراج شهادة وفاة من قبل الطبيب الشرعي قبل عملية الدفن. وبما أن بيزويك قد تُوفيت في 1758, تسلم وزير الخارجية التماسا لدفنها فأقر عملية الدفن. وبموافقة أسقف مدينة مانشستر قد دفنت بيزويك في مقبرة هاربوري في قبر من غير شاهد في 22 يوليو 1868، أي بعد حوالي 110 عام من تاريخ موتها.

## الكنز والظهور
عام 1745م قامت جيوش الأمير تشارلز بوني (تشارلز إدوارد ستيوارت) بالهجوم على مدينة مانشستر، مما تسبب في خوف بيزويك على مالها الذي كانت قد خصصته لدفنها. وقبيل وفاتها وعدت بيزويك بأن تفصح لأقربائها عن مخبأ أموالها؛ لكن الوقت لم يسعفها كثيرًا لتقوم بذلك. عقب وفاتها، تحول منزلها بيرتشن باور إلى سكن للعمال. وقد زعم كثيرون ممن سكنوه أنهم قد رأوا خيالَ شخصٍ يرتدي ثوبًا أسودًا ويعتمر قبعةً بيضاء وقد وصفوه على أنه هانا بيزويك. وعند التقدم ببطء ناحية ردهة المنزل يختفي هذا الخيال في مربع معين من مربعات الأرضية. وقد زُعم أنه بينما كان العمال يصنعون نولًا جديدًا (المنسج) قد اكتشف أحدهم كنزاً من ذهب يعود لبيزويك مخبّأ تحت ذلك الجزء من الأرضية. 

قام أوليفانتس تاجر ذهب بمدينة مانشستر بدفع ما يعادل ثلاثة جنيهات إسترلينية وعشرة بنسات للعامل الذي اكتشف الذهب في مقابل كل قطعة منه (أي ما يعادل 460 جنيهًا استرلينيًا بحسابات عام 2013م).
في النهاية، هدم بيرتشن باور لإفساح الطريق لمصنع فيرانتي؛ ولكن علامات ظهور بيزويك لا تزال قائمة في أماكنها.

## وصلات خارجية
- (بالإنجليزية) «هانا بيزويك». مقالة عن مومياء مانشستر على موقع البي بي سي.
- (بالإنجليزية) «مومياء بيرتشن باور». من موقع Misterious Britain & Ireland.
- (بالإنجليزية) متحف مانشستر للتاريخ الطبيعي.